# Wesley Bell
Wesley Jonell-Cleavon Bell, né le 5 novembre 1974, est un avocat et homme politique américain, membre du Parti démocrate. Il est représentant pour le Missouri depuis 2025.

## Biographie
En 2023, il annonce d'abord sa candidature aux élections de 2024 contre le sénateur républicain Josh Hawley, mais choisit en octobre de renoncer à cette candidature pour se présenter à la Chambre des représentants contre la sortante démocrate Cori Bush. En juillet 2024, il est révélé un enregistrement audio dans lequel Bell avait assuré à Bush qu'il ne se présenterait pas contre elle, quelques mois avant d'annoncer sa candidature. Le groupe pro-israélien AIPAC dépense plus de 8 millions de dollars pour aider la campagne de Bell. Il remporte la primaire démocrate du 6 août 2024 contre Bush, puis, dans un district très majoritairement démocrate, l'élection générale du 5 novembre 2024 contre son adversaire républicain Andrew Jones.